# قلايا
قريةقلايا هي إحدى القرى اللبنانية من قرى قضاء البقاع الغربي في محافظة البقاع.
تبعد قلايا 119 كلم عن بيروت عاصمة لبنان. ترتفع 660 م عن سطح البحر و تمتد على مساحة 557 هكتاراً.